# Bundesstraße 33
Pour les articles homonymes, voir B33 et Route 33.
La Bundesstraße 33 (abrégé en B 33) est une Bundesstraße reliant Willstätt à Ravensbourg.

## Localités traversées
- Willstätt
- Offenbourg
- Biberach
- Haslach im Kinzigtal
- Hausach
- Hornberg
- Triberg im Schwarzwald
- St. Georgen im Schwarzwald
- Villingen-Schwenningen
- Bad Dürrheim
- Radolfzell
- Allensbach
- Constance
- Meersburg
- Markdorf
- Ravensbourg